# (31484) 1999 CC49
1999 CC49 (asteroide 31484) é um asteroide da cintura principal. Possui uma excentricidade de 0.25148150 e uma inclinação de 16.84872º.
Este asteroide foi descoberto no dia 10 de fevereiro de 1999 por LINEAR em Socorro.